# Бочкарёва, Мария Леонтьевна
Мари́я Лео́нтьевна Бочкарёва (урождённая Фролко́ва; июль 1889, село Никольское, Кирилловский уезд, Новгородская губерния, Российская империя — 16 мая 1920, Красноярск, Енисейская губерния, РСФСР) — одна из первых русских женщин-офицеров (произведена во время революции 1917 года), поручик (первой часто ошибочно считается «кавалерист-девица» Надежда Дурова, участвовавшая в Отечественной войне 1812 года).
Бочкарёва создала первый в истории Русской армии ударный женский батальон смерти. Кавалер Георгиевского креста.

## Биография
В июле 1889 года у крестьян деревни Никольское Кирилловского уезда Новгородской губернии Леонтия Семёновича и Ольги Елеазаровны Фролковых родился третий ребёнок — дочь Маруся. Вскоре семья, спасаясь от нищеты, перебралась в Сибирь, где правительство обещало переселенцам большие земельные наделы и финансовую поддержку. Но, судя по всему, уйти от бедности и здесь не удалось.
В восемнадцатилетнем возрасте Марию выдали замуж. В книге Вознесенской церкви сохранилась запись от 22 января 1906 года о венчании с Афанасием Сергеевичем Бочкарёвым, 23 лет, православного вероисповедания, проживающим в Томском уезде Томской губернии, деревне Большое Кусково Семилукской волости.
Обосновались они в Томске, в Горшковском переулке. Супружеская жизнь почти сразу не заладилась, и Бочкарёва без сожаления рассталась с пьяницей-мужем.

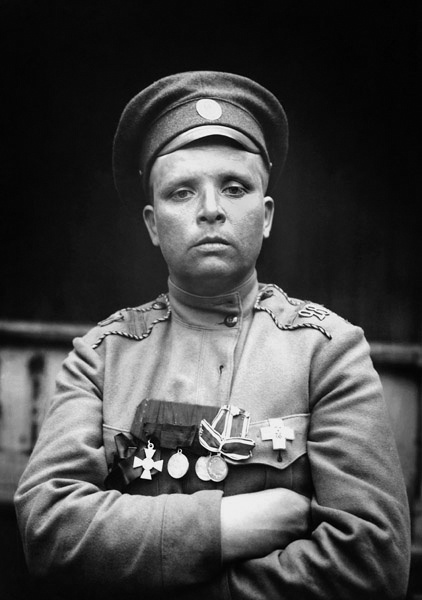
Мария Бочкарёва, 1917 год

Мария ушла от него к мяснику, еврею Якову Гершевичу Буку. В мае 1912 Бук был арестован по обвинению в разбойных нападениях и отправлен отбывать наказание в Якутск. Бочкарёва пешком последовала за ним в Восточную Сибирь, где они для прикрытия открыли мясную лавку, хотя на деле Бук промышлял в банде хунхузов. Вскоре на след банды вышла полиция, и Бука перевели на поселение в таёжный посёлок Амга.
Хотя Бочкарёва вновь последовала за мужем, он запил и стал заниматься рукоприкладством. В это время разразилась Первая мировая война. Бочкарёва решила вступить в ряды действующей армии и, расставшись с Яковом Буком, прибыла в Томск. Записать женщину в 24-й резервный батальон военные отказались и посоветовали ей идти на фронт сестрой милосердия. Тогда Бочкарёва отправила телеграмму царю, на которую неожиданно последовал положительный ответ. Так она попала на фронт.
Поначалу женщина в погонах вызывала насмешки и приставания сослуживцев, однако её храбрость в бою принесла ей всеобщее уважение, Георгиевский крест и три медали. В те годы за ней закрепилось прозвище «Яшка», в память о её незадачливом спутнике жизни. После двух ранений и бесчисленных боёв Бочкарёва была произведена в старшие унтер-офицеры.
Георгиевская медаль 4 ст. № 656471, 28-й пехотный Полоцкий полк, доброволец Бочкарева Мария Леонтьевна:
«В боях с 5 марта 1916 г. у д. Занарочь Бочкарева в течение 2-х недель работала неустанно на поле сражения, оказывая помощь раненым, часто под сильным ружейным и артиллерийским огнем противника, подавала нижним чинам пример доблести и беззаветного исполнения долга, увлекая их вперед в опасной обстановке. Во время атаки 18 марта 1916 г. у д. Близники вынесла из сферы губительного огня тяжело раненого офицера 14-й роты прапорщика Гришанова» (ст.145 п.7, приказ 2 армии № 463 от 6.06.1916).

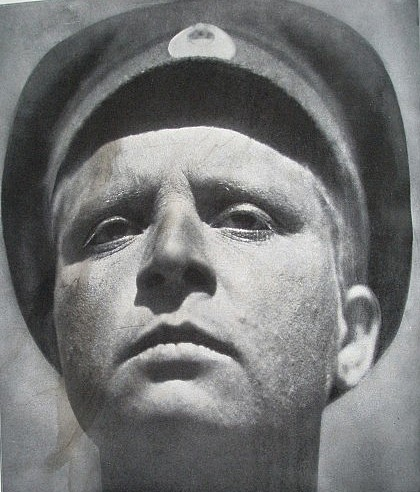
Фотография М. Бочкарёвой из книги Д. Томпсона «Россия в крови», 1918 год.

В 1917 году Керенский обратился к Бочкарёвой с просьбой об организации «женского батальона смерти»; к участию в патриотическом проекте были привлечены его супруга и петербургские институтки, общим числом до двух тысяч человек. Верховный главнокомандующий Брусилов одобрил инициативу, Керенский произвёл её в прапорщики. Образ патриотки Бочкарёвой использовался Временным правительством для агитационных целей: «Фотографии этой Бочкаревой, выпученными глазами едящей начальство, имели тогда самое широкое распространение», — как воспоминал по этому поводу В. А. Катанян. В необычной воинской части царила железная дисциплина, — генерал Половцов вспоминал о том, что слухи «об зверствах» Бочкарёвой доходили даже до Керенского, подчинённые жаловались начальству, что: «Бочкарева слишком груба и бьет морды, как заправский вахмистр старого режима. Слухи об ее зверствах доходят даже до Керенского. Кроме того, поднимаются протесты против обязательной стрижки волос под гребенку, заведенной Бочкаревой как основное условие боеспособности. Стараюсь немного ее укротить, но она свирепа и, выразительно помахивая кулаком, говорит, что недовольные пускай убираются вон, что она желает иметь дисциплинированную часть». Немногие выдержали такое обхождение: за короткий срок количество женщин-добровольцев сократилось до трёхсот. Остальные выделились в особый женский батальон, часть которого защищала Зимний дворец во время Октябрьской революции.
21 июня 1917 года на площади у Исаакиевского собора состоялась торжественная церемония вручения новой воинской части белого знамени с надписью «Первая женская военная команда смерти Марии Бочкарёвой». Летом 1917 года отряд Бочкарёвой отличился при Сморгони; его стойкость произвела неизгладимое впечатление на командование (Антон Деникин). После контузии, полученной в том бою, прапорщик Бочкарёва была отправлена на поправку в петроградский госпиталь и в столице получила звание подпоручика, но вскоре после возвращения на позиции ей пришлось распустить батальон в связи с фактическим развалом фронта и произошедшей Октябрьской революцией. Зимой была задержана большевиками по дороге в Томск. После отказа сотрудничать с новыми властями её обвинили в сношениях с генералом Корниловым, дело чуть было не дошло до трибунала. Благодаря помощи одного из своих бывших сослуживцев Бочкарёва вырвалась на свободу и, облачившись в наряд сестры милосердия, проехала всю страну до Владивостока, откуда отплыла на агитационную поездку в США и Европу.
В апреле 1918 Бочкарёва прибыла в Сан-Франциско. При поддержке влиятельной и состоятельной американской светской львицы и суфражистки Флоренс Харриман она пересекла страну и была удостоена 10 июля аудиенции у президента Вудро Вильсона в Белом доме. По свидетельству очевидцев, рассказ Бочкарёвой о её драматической судьбе и мольбы о помощи против большевиков до слёз растрогали президента.
Журналист Исаак Дон Левин по рассказам Бочкарёвой написал книгу о её жизни, которая вышла в свет в 1919 году под названием «Яшка» и была переведена на несколько языков.
После посещения Лондона, где она встретилась с королём Георгом V и заручилась его финансовой поддержкой, Бочкарёва в августе 1918 прибыла в Архангельск. Она рассчитывала поднять местных женщин на борьбу с большевиками, однако дело пошло туго. Генерал Марушевский в приказе от 27 декабря 1918 объявил, что призыв женщин на неподходящую для них военную службу будет позором для населения Северной области и запретил Бочкарёвой носить самозванно присвоенную ей офицерскую форму.
Мария добралась до Архангельска с английскими экспедиционными войсками, после эвакуации города осенью 1919 года отправилась в Сибирь и добралась до белой столицы Омска, где Верховный правитель адмирал А. В. Колчак удостоил её личной аудиенцией и предложил сформировать женский военно-санитарный отряд. Тем не менее Бочкарева прибыла в Сибирь слишком поздно, в конце октября 1919 года, когда уже начиналась катастрофа на фронте.

### Арест и приговор

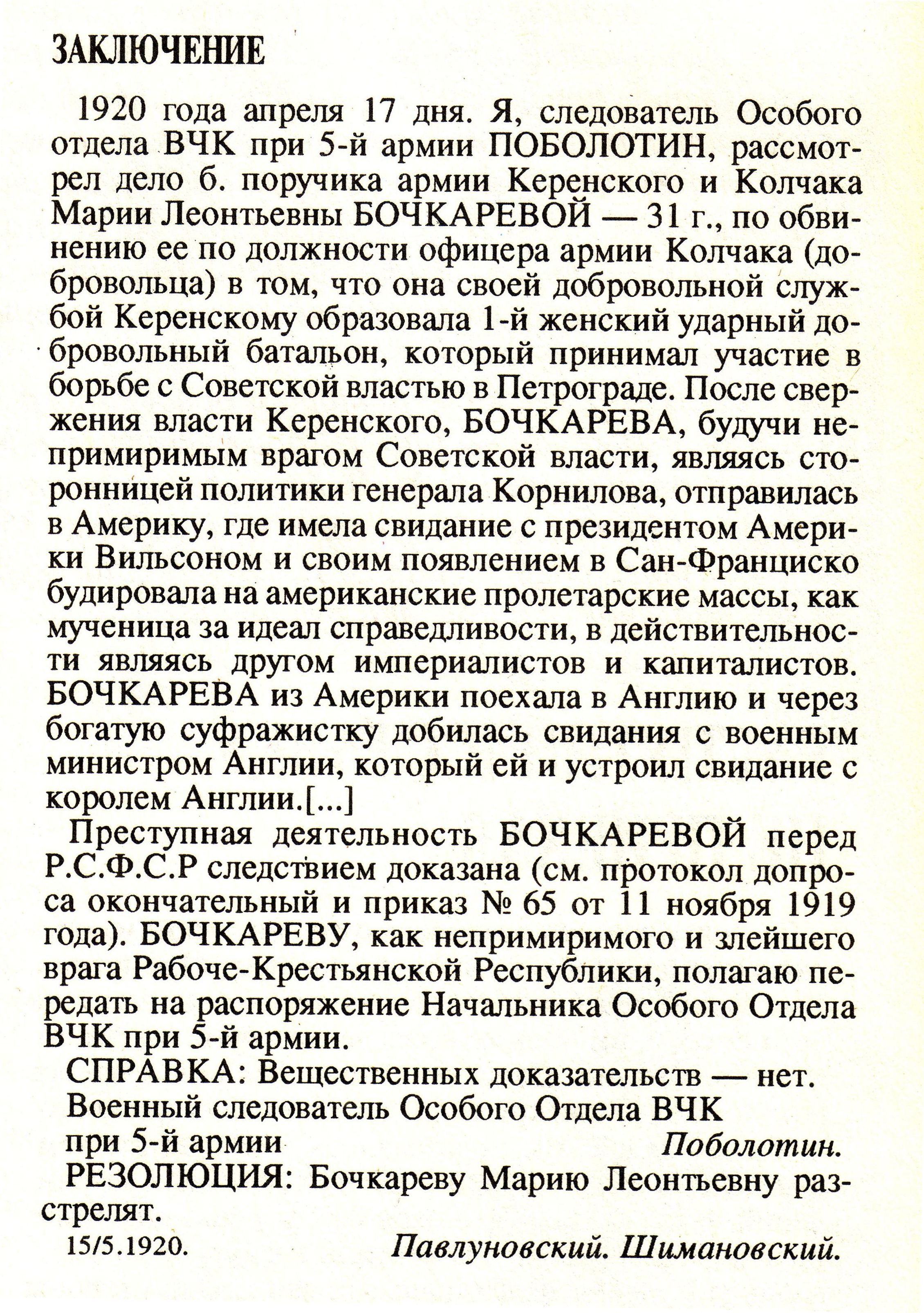
Приговор ВЧК 5-й армии по делу Бочкарёвой

7 января 1920 года была арестована органами ВЧК. В заключение к окончательному протоколу её допроса от 5 апреля 1920 года следователь Поболотин отметил, что «преступная деятельность Бочкарёвой перед РСФСР следствием доказана… Бочкарёву как непримиримого и злейшего врага рабоче-крестьянской республики полагаю передать в распоряжение начальника Особого отдела ВЧК 5-й армии». 21 апреля было принято решение передать Бочкарёву в Особый отдел ВЧК города Москвы, но 15 мая это решение было пересмотрено и принято новое — Бочкарёву расстрелять.
16 мая 1920 года она была расстреляна в Красноярске на основании резолюции полномочного представителя ЧК по Сибири Ивана Павлуновского и секретаря Омскгубчека Исаака Шимановского. На обложке уголовного дела была сделана синим карандашом приписка: «Исполнено пост. 16 мая». Но в заключении прокуратуры Омской области о реабилитации Бочкарёвой от 9 января 1992 года указано, что «в деле нет документов о приведении приговора в исполнение».
Российский биограф Бочкарёвой кандидат исторических наук С. В. Дроков считает, что она не была расстреляна: из красноярских застенков её вызволил Исаак Дон Левин. Вместе с ним она якобы отправилась в Харбин, где встретилась с однополчанином-вдовцом, ставшим её супругом. Сменив фамилию, Бочкарёва якобы до 1927 года проживала на КВЖД, пока не разделила участь русских семей, насильственно депортированных в Советскую Россию. Очень любила сыновей мужа, погибших в годы Великой Отечественной войны.

### Реабилитация
Мария Бочкарёва реабилитирована в 1992 году.

Заключение
9 января 1992 года.
УТВЕРЖДАЮ
Прокурор Омской области Государственный советник юстиции 3-го класса
Ю. А. Якунин
В отношении Бочкаревой Марии Леонтьевны.
Постановлением Омского ГубЧК от 15 мая 1920 года определён расстрел.
В деле нет документов о приведении приговора в исполнение. Обвинение не предъявлялось. Свидетели по этому делу не привлекались. Из заключения по делу установлено, что обвинение М. Л. Бочкаревой основывалось только на её показаниях […]
Бочкарева Мария Леонтьевна полностью реабилитирована в соответствии с Законом РСФСР от 18 октября 1991 г. «О реабилитации жертв политических репрессий».

## В литературе
- Является персонажем романа Бориса Солоневича, написанного по черновикам Нины Крыловой, проходившей службу в женском батальоне смерти Марии Бочкарёвой — «Женщина с винтовкой» (1955).
- Мария Бочкарёва выведена Валентином Пикулем в романе-хронике «Из тупика» (1968) (книга вторая).
- Является одним из основных персонажей в заключительной, десятой, книге серии «Смерть на брудершафт» Бориса Акунина — «Батальон ангелов» (2011).

## В кино
- В российском художественном фильме «Батальонъ» (премьера состоялась 20 февраля 2015 года) роль Марии Бочкарёвой исполнила актриса Мария Аронова.
- В сериале «Адмиралъ» (2008, фильм 4 «Тьма») роль Бочкарёвой исполнила актриса Наталья Парашкина.

## Память
- В апреле 2016 года клубом военно-исторической реконструкции Красноярска заявлено о решении им впоследствии вопроса об увековечивании памяти М. Л. Бочкарёвой — установке памятной таблички или памятного знака в её честь[19].
- 22 октября 2016 года[20][21][22] в селе Ново-Кусково Асиновского района Томской области открыт памятный знак в честь Марии Леонтьевны Бочкарёвой — валун с мраморной плитой и её портретом[23].
- Закладная доска на месте будущего памятника женскому ударному батальона М. Л. Бочкарёвой установлена 23 июля 2017 года в деревне Новоспасск Сморгонского района Гродненской области Республики Беларусь[24][25].